# Conus naranjus
Espèce
Statut de conservation UICN

 LC  : Préoccupation mineure
Conus naranjus est une espèce de mollusques gastéropodes marins de la famille des Conidae.
Comme toutes les espèces du genre Conus, ces escargots sont prédateurs et venimeux. Ils sont capables de « piquer » les humains et doivent donc être manipulés avec précaution, voire pas du tout.

## Description
La taille de la coquille varie entre 15 mm et 25 mm.

## Distribution
Cette espèce est présente dans l'océan Atlantique au large de l'Angola.

### Niveau de risque d’extinction de l’espèce
Selon l'analyse de l'UICN réalisée en 2011 pour la définition du niveau de risque d'extinction, bien que cette espèce se trouve le long d'une côte largement inhabitée, son aire de répartition est limitée à 220 km. Cependant, il n'y a actuellement aucune menace affectant cette espèce. Des prospections pétrolières ont été effectuées le long de la côte angolaise et d'éventuelles explorations pétrolières pourraient avoir un effet sur la côte angolaise dans le futur, mais il n'y a pas de développement actuel de ces activités. L'espèce a été évaluée comme étant de préoccupation mineure.

## Taxonomie

### Publication originale
L'espèce Conus naranjus a été décrite pour la première fois en 1975 par le malacologiste portugais Herculano Trovão (d),.

### Synonymes
- Conus (Lautoconus) naranjus Trovão, 1975 · appellation alternative
- Varioconus naranjus (Trovão, 1975) · non accepté